# 박준희 (1963년)
박준희(朴俊熙, 1963년 6월 27일~)는 대한민국의 정치인이다. 제25·26대 서울 관악구청장이다. 2018년 지방 선거에서 당선되었으며, 2022년 재선되었다. 전라남도 완도군 출생이다. 구청장 재직 전에는 관악구 구의원과 서울특별시의원을 지냈다.

## 생애
1963년 6월 27일 전라남도 완도군에서 태어났다.
1998년 새정치국민회의 소속으로 관악구 봉천9동 구의원에 당선되었다. 2002년 새천년민주당 소속으로 재선에 성공하였다.
2010년 민주당 소속으로 관악구 1선거구 시의원에 당선되었다. 2014년에는 새정치민주연합 소속으로 재선에 성공하였다.
구의원 8년, 시의원 8년의 임기 동안 김대중 대통령 후보 관악선거 대책본부 부본부장, 노무현 대통령 직속 국가균형발전위원회 자문위원, 문재인 대통령 후보 특보단 부단장, 더불어민주당 정책위원회 부의장, 서울시의회 환경수자원위원회 위원장, 서울시의회 예산결산특별위원회 위원장 등을 맡았다.
2018년 민선 7기 관악구청장에 당선되었다.
관악구청장에 당선된 이후 주민과의 직접 소통하기 위해 청사 1층 로비에 ‘열린 관악청’을 개설하였다. 또한 귀주대첩 1000주년 기념 강감찬 축제 개최, 한국형 실리콘밸리 관악S밸리 조성, 별빛 신사리 상권 르네상스 사업을 추진하였다.
민선 7기 관악구청장으로서 3년 연속 정부합동평가 우수구 선정, 2018년 매니페스토(지방선거부분) 약속대상 최우수상, 2019년 올해의 지방자치 CEO 선정, 2021년 전국 기초단체장 공약이행 평가 최우수상, 2021년 전국기초단체장 매니페스토 우수사례 경진대회 최우수상을 수상하였다.
2022년 제8회 전국동시지방선거에 출마하며 관악구청장 재선을 선언했다. 선거 결과 52.93%의 득표율을 기록하며 재선에 성공했다.

## 전과
- 도로교통법위반(음주운전): 벌금 1,000,000원 - 2002년 5월 28일 선고[1]
- 건설산업기본법위반: 벌금 5,000,000원 - 2004년 1월 30일 선고[1]

## 소속 정당
- 평화민주당(1988~1991)
- 신민주연합당(1991)
- 민주당(1991~1995)
- 새정치국민회의(1995~2000)
- 새천년민주당(2000~2003)
- 열린우리당(2003~2007)
- 대통합민주신당(2007~2008)
- 통합민주당(2008)
- 민주당(2008~2011)
- 민주통합당(2011~2013)
- 민주당(2013~2014)
- 새정치민주연합(2014~2015)
- 더불어민주당(2015~)

## 학력
- 금일중학교 졸업
- 완도금일고등학교 졸업
- 경기대학교 경상대학 경제학 학사
- 동국대학교 행정대학원 행정학 석사

## 경력
- 경기대학교 총학생회 조국통일위원장
- 평화민주당 서울특별시 지부 관악구 갑 지구당 청년부 차장
- 새정치연합청년회관 관악지회 부회장
- 오산심장사랑협회 부회장
- 관악 JC 회원
- 우미사 대표
- 서울특별시의회 의원 사무장
- 새정치국민회의 서울특별시 지부 관악구 갑 지구당 상무위원
- 새정치국민회의 정책위원
- 제15대 대통령 선거 새정치국민회의 김대중 대통령 후보 관악구 갑 지구당 공동선거대책위원회 부위원장
- 새정치국민회의 서울특별시 지부 관악구 갑 지구당 봉천9동 지방자치위원장
- 새정치국민회의 서울특별시 지부 관악구 갑 지구당 정책실장
- 새천년민주당 서울특별시 지부 관악구 갑 지구당 동협의회장
- 열린우리당 서울특별시당 지방자치위원장
- 서울특별시 관악구 도시계획심의위원회 위원
- 내외환경뉴스 자문위원회 위원
- 1998.07~2002.06: 제3대 서울특별시 관악구의회 의원(민선 2기, 서울 관악구 봉천제9동, 무소속, 초선)
  - 제3대 서울특별시 관악구의회 의회운영위원회 위원
  - 제3대 서울특별시 관악구의회 총무보사위원회 간사
  - 제3대 서울특별시 관악구의회 구립어린이집 조사특별위원회 위원
  - 제3대 서울특별시 관악구의회 재정수입확충특별위원회 위원
  - 제3대 서울특별시 관악구의회 조례심사소위원회 위원장
  - 제3대 서울특별시 관악구의회 총무보사위원회 위원장
- 2002.07~2006.03: 제4대 서울특별시 관악구의회 의원(민선 3기, 서울 관악구 봉천제9동, 무소속, 재선)
  - 제4대 서울특별시 관악구의회 의회운영위원회 위원
  - 제4대 서울특별시 관악구의회 재무건설위원회 위원
  - 제4대 서울특별시 관악구의회 총무보사위원회 위원장
- 대통령직속 국가균형발전위원회 자문위원
- 민주평화통일자문회의 자문위원
- 민주당 서울특별시당 서민주거대책특별위원회 위원장
- 민주당 서울특별시당 관악구 갑 지역위원회 부위원장
- 민주당 서울특별시당 관악구 갑 지역위원회 지방자치위원회 위원장
- 관악생활체육회 이사
- 관악구 호남향우회 상임부회장
- 일심교회 집사
- 미래교육희망 상임이사
- 2010.07~2014.06: 제8대 서울특별시의회 의원(민선 5기, 서울 관악구 제1선거구, 민주당→민주통합당→민주당→새정치민주연합, 초선)
  - 2011.10~2012.10: 제8대 서울특별시의회 예산결산특별위원회 위원장
- 2014.07~2018.03: 제9대 서울특별시의회 의원(민선 6기, 서울 관악구 제1선거구, 새정치민주연합→더불어민주당, 재선)
  - 2014.07~2016.06: 제9대 서울특별시의회 전반기 도시계획관리위원회 위원
  - 2016.07~2018.03: 제9대 서울특별시의회 후반기 환경수자원위원회 위원장
- 2017.04~2017.05: 제19대 대통령 선거 더불어민주당 문재인 대통령 후보 선거대책위원회 특보부단장
- 2018.02: 더불어민주당 정책위원회 부의장
- 2018.07~: 제25·26대 서울특별시 관악구청장(민선 7·8기, 더불어민주당, 재선)

## 역대 선거 결과
|  | 44.87% |

|  | 0% |

|  | 24.63% |

|  | 59.12% |

|  | 0% |

|  | 58.93% |

|  | 52.93% |